# Nobody Wins
Nobody Wins è un brano pop rock di Elton John; il testo è di Gary Osborne. Esso è una cover del brano di Janic Prévost J'veux de la Tendresse, composto da Jean-Paul Dreau.

## Il brano
Proveniente dall'album del 1981 The Fox (del quale costituisce la quarta traccia), si presenta, a detta dello scrittore David Buckely, come uno dei brani della rockstar musicalmente più innovativi, sebbene non sia stato John a comporne la melodia. Nell'estate del 1980, infatti, Elton era stato colpito molto positivamente dal brano J'veux de la Tendresse; aveva quindi chiesto al paroliere Gary Osborne di scrivere per la canzone un testo in inglese, che poi avrebbe cantato lui. Nacque così il brano Nobody Wins. È anche possibile reperire J'veux de la tendresse cantata da Elton, rigorosamente in francese: essa sostituiva Nobody Wins nella versione transalpina di The Fox.
Per Osborne, Nobody Wins costituisce il migliore risultato originato dalla sua collaborazione con il pianista di Pinner; il suo testo si riferisce ai genitori di Elton e al loro rapporto tormentato.
Il brano fu pubblicato come singolo nel 1981: raggiunse una #42 UK e una #46 USA.